# La Paz, donde todo es posible
La Paz, donde todo es posible es el primer álbum en directo de la banda José Andrëa y Uróboros.
Este álbum fue grabado el 8 de octubre de 2016 en el Teatro al Aire Libre de La Paz (Bolivia) en el Scream Festival, ante más de 8.000 espectadores. Fue lanzado en formato CD + DVD.

## Lista de canciones
| CD  |                                       |                                            |          |  |
| N.º | Título                                | Disco original                             | Duración |  |
| 1.  | «Vive»                                | Resurrección                               | 3:48     |  |
| 2.  | «Vanidad»                             | Uróboros                                   | 5:05     |  |
| 3.  | «Flores en tu colchón»                | Uróboros                                   | 3:31     |  |
| 4.  | «El que quiera entender que entienda» | Finisterra (Álbum Mägo de Oz)              | 9:08     |  |
| 5.  | «Al otoño espero»                     | Uróboros                                   | 6:10     |  |
| 6.  | «La mujer lobo»                       | Resurrección                               | 4:32     |  |
| 7.  | «La canción de los deseos»            | Uróboros                                   | 8:10     |  |
| 8.  | «No cuentes con ellos»                | Uróboros                                   | 5:47     |  |
| 9.  | «La posada de los muertos»            | Gaia II: la voz dormida (álbum Mägo de Oz) | 4:43     |  |
| 10. | «A cubazos»                           | Uróboros                                   | 16:12    |  |
| 11. | «Para que nunca amanezca»             | Resurrección                               | 4:13     |  |
| 12. | «Gaia»                                | Gaia (Álbum Mägo de Oz)                    | 12:26    |  |
| 13. | «Resurrección»                        | Resurrección                               | 7:20     |  |

| DVD |                                       |          |  |
| N.º | Título                                | Duración |  |
| 1.  | «Vive»                                | 3:48     |  |
| 2.  | «Vanidad»                             | 5:05     |  |
| 3.  | «Flores en tu colchón»                | 3:31     |  |
| 4.  | «El que quiera entender que entienda» | 9:08     |  |
| 5.  | «Al otoño espero»                     | 6:10     |  |
| 6.  | «La mujer lobo»                       | 4:32     |  |
| 7.  | «La canción de los deseos»            | 8:10     |  |
| 8.  | «Solo de guitarras»                   | 6:48     |  |
| 9.  | «No cuentes con ellos»                | 5:47     |  |
| 10. | «La posada de los muertos»            | 4:43     |  |
| 11. | «A cubazos»                           | 16:12    |  |
| 12. | «Para que nunca amanezca»             | 4:13     |  |
| 13. | «Gaia»                                | 12:26    |  |
| 14. | «Los mineros volveremos»              | 8:02     |  |
| 15. | «Resurrección»                        | 7:20     |  |

## Intérpretes
- José Andrëa: voz
- Pedro Díaz "Peri": bajo
- Sergio Cisneros "Kiskilla": teclados
- Juan Flores "Chino": guitarra solista
- José Rubio: guitarra rítmica
- Teto Viejo: batería

### Colaboraciones
- Oscar Sancho (Lujuria): voz en El que quiera entender que entienda
- Fernando Ponce: flauta
- Santi Vokram: violín